# William La Follette

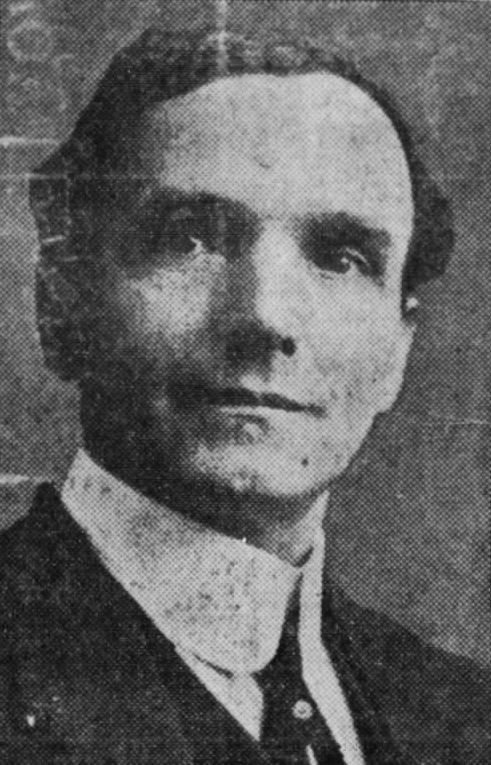
William La Follette

William Leroy La Follette (* 30. November 1860 in Thorntown, Boone County, Indiana; † 20. Dezember 1934 in Colfax, Washington) war ein US-amerikanischer Politiker. Zwischen 1911 und 1919 vertrat er den Bundesstaat Washington im US-Repräsentantenhaus.

## Werdegang
William La Follette besuchte die öffentlichen Schulen seiner Heimat einschließlich des Indiana Central Normal College. Nebenbei arbeitete er als Ladenangestellter. Im Jahr 1876 zog er in das Willamette Valley in Oregon und 1877 in die Gegend um Palouse, ebenfalls in Oregon. Dort und im Whitman County in Washington arbeitete er in der Viehzucht und im Obstanbau. Im Jahr 1908 zog er nach Pullman.
Politisch war La Follette Mitglied der Republikanischen Partei. Zwischen 1899 und 1901 saß er als Abgeordneter im Repräsentantenhaus von Washington. Bereits im Jahr 1893 gehörte er der Washingtoner Delegation auf der Weltausstellung in Chicago an. Dort leitete er den Stand seines Staates. Bei den Kongresswahlen des Jahres 1910 wurde er im dritten Wahlbezirk des Staates Washington in das US-Repräsentantenhaus in Washington, D.C. gewählt, wo er am 4. März 1911 die Nachfolge von Miles Poindexter antrat. Nach einer Wiederwahl im Jahr 1912 konnte er bis zum 3. März 1915 seinen Distrikt im Kongress vertreten. Im Jahr 1914 wurde er im vierten Bezirk als Nachfolger von James W. Bryan erneut in das US-Repräsentantenhaus gewählt. Dort konnte er nach einer Wiederwahl im Jahr 1916 zwei weitere Legislaturperioden absolvieren. Insgesamt war er von 1911 bis 1919 in vier Legislaturperioden im Kongress vertreten. In diese Zeit fiel der Erste Weltkrieg. Im Jahr 1913 wurden der 16. und der 17. Verfassungszusatz verabschiedet.
Bei den Wahlen des Jahres 1918 wurde La Follette von seiner Partei nicht zur Wiederwahl nominiert. Nach seiner Zeit im US-Repräsentantenhaus lebte er bis 1920 in Spokane und dann für zwei Jahre in Maryland. Anschließend ließ er sich in Colfax nieder, wo er wieder seine früheren Tätigkeiten ausübte.